# Thomas Manners, I conte di Rutland
Thomas Manners, I conte di Rutland (1492 – Bottesford, 20 settembre 1543), è stato un nobile inglese.

## Biografia
Thomas era il figlio di George Manners, XII barone de Ros, e di sua moglie, Anne St. Leger. I suoi nonni materni erano Sir Thomas St Leger e Anna di York.
La sua nonna materna era la seconda figlia, nonché la prima ad essere sopravvissuta, di Riccardo Plantageneto, III duca di York e Cecily Neville. Lei era sorella maggiore di Edoardo IV d'Inghilterra, Edmund, conte di Rutland, Elisabetta di York, duchessa di Suffolk, Margherita di York, Giorgio Plantageneto, I duca di Clarence e Riccardo III d'Inghilterra.

## Carriera
Il 22 giugno 1513 Thomas sbarcò a Calais durante la campagna francese. Nel stesso anno divenne Barone Ros alla morte del padre e divenne membro del Parlamento nel 1515. Prese parte al Campo del Drappo d'Oro nel 1520 e in seguito all'incontro tra Enrico VIII con Carlo V. Nel dicembre 1521 divenne coppiere del re. Nel gennaio 1522 fu nominato amministratore di Pickering, nello Yorkshire, e da aprile a ottobre dello stesso anno ricoprì la carica di Lord Warden of the East Marches. Ricevette l'incarico di guardiano della foresta di Sherwood il 12 luglio 1524, carica che in seguito divenne praticamente ereditaria nella sua famiglia. Il 18 giugno 1525 fu nominato Conte di Rutland, titolo precedentemente detenuto dai membri della casata di York.
Era un grande favorito di Enrico VIII e ricevette molte sovvenzioni, tra cui la custodia di Enfield Chase il 12 luglio 1526 e il castello di Belvoir, che rimane la sede principale della sua famiglia. Fu all'incoronazione della regina Anna Bolena nel 1533 e in seguito prese parte al suo processo. Rutland è stato attivamente impegnato nell'incontro con il Pellegrinaggio di Grazia. Tenne un comando congiunto con i conti di Huntingdon e Shrewsbury e marciò a Nottingham e da lì a Newark, Southwell e Doncaster contro i ribelli del nord.
Fu amministratore di molti monasteri. Allo Dissoluzione dei monasteri in Inghilterra ricevette numerose concessioni di proprietà monastiche.

## Matrimoni

### Primo Matrimonio
Nel 1512 sposò Elizabeth Lovell. Il matrimonio finì nel 1513.

### Secondo Matrimonio
Nel 1523 sposò Eleanor Paston (-1551), figlia di Sir William Paston di Norfolk. La coppia ebbe undici figli:
- Henry Manners, II conte di Rutland (1526-17 settembre 1563);
- Sir John Manners (1527-4 giugno 1611), sposò Dorothy Vernon, ebbero un figlio;
- Roger Manners (?-1607);
- Oliver Manners (?-1563);
- Sir Thomas Manners, sposò Theodosia Newton, ebbero una figlia;
- Lady Gertrude Manners (1525-13 gennaio 1567), sposò George Talbot, VI conte di Shrewsbury, ebbero sette figli;
- Lady Anne Manners (?-27 giugno 1549), sposò Henry Neville, V conte di Westmorland, ebbero tre figli;
- Lady Frances Manners (1530-1576), sposò Henry Nevill, VI barone Bergavenny, ebbero una figlia;
- Lady Katherine Manners, sposò Sir Henry Capell, ebbero due figli;
- Lady Elizabeth Manners (1530-8 agosto 1570) sposò Sir John Savage, ebbero tre figli;
- Isabel Manners.

## Morte
Morì nel 1543 dopo aver aiutato il duca di Norfolk a bruciare una ventina di villaggi scozzesi. Fu sepolto a Bottesford Church, nel Leicestershire.